# Leif Zetterling
Leif Olle Zetterling, född 21 juli 1940 i Örgryte församling i Göteborg,, död 12 juli 2023 i Oscars distrikt i Stockholm, var en svensk målare, tecknare, grafiker och satirtecknare. 

## Biografi
Leif Zetterling, som var son till disponent Olof Zetterling och Dagny Ericsson, avlade studentexamen 1960. Han tog examen vid Den Grafiske Højskole i Köpenhamn 1965 och verkade som grafisk formgivare hos Norstedts förlag från 1965.
Leif Zetterling gjorde omkring 4 000 bokomslag, bland annat till Jan Myrdal. Denne gjorde honom intresserad av samhällsfrågor, vilket fick honom att bli politisk tecknare. Han medverkade i ett flertal svenska medier. Zetterling är representerad vid bland annat Nationalmuseum.
Zetterling gifte sig 1968, men skilde sig och gifte 1978 om sig med skådespelaren Lena Söderblom.